# Sistema de alarma automático
El sistema de alarma automático, en inglés Automatic Warning System (AWS), es una señal que se ubica en la cabina de conducción de los trenes, establecida en los ferrocarriles británicos en el año 1956. Su función es obedecer señales ferroviarias, trabajando como una ayuda para los conductores.
Este sistema se basa en el sistema "Automatic Train Control" (ATC), desarrollado por Alfred Ernest en 1930, el cual terminó siendo reemplazado por el sistema "AWS" en la región occidental de los ferrocarriles británicos.

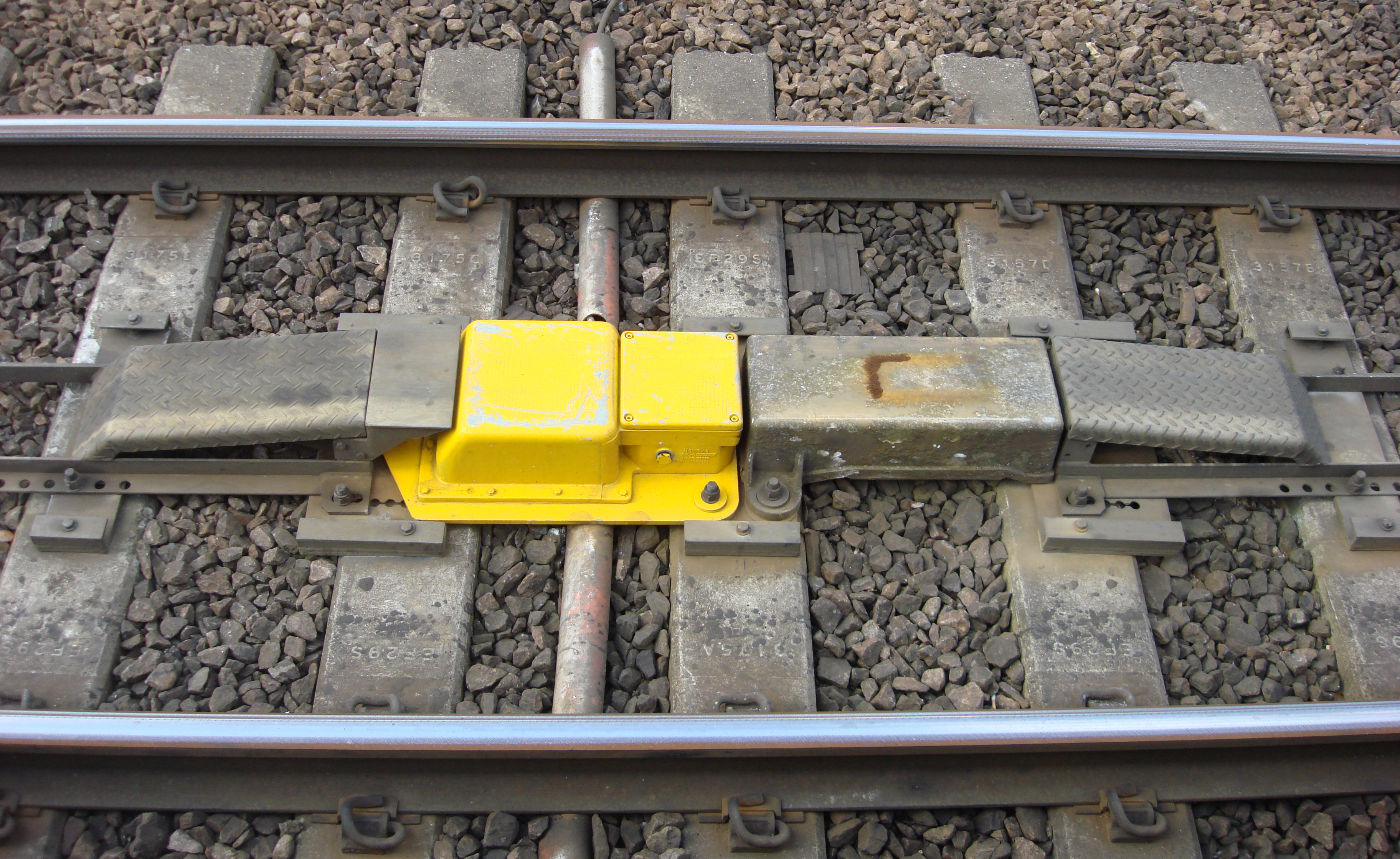
Inductor instalado en el centro de una vía férrea.

## Principios de operación
El AWS es parte del sistema de seguridad ferroviario, y su función es informar al conductor de la indicación de la próxima señal. Estas alertas se dan antes de los 180 m de donde se hallan las mismas.
Las alertas se transmiten a través de un sistema electromagnético, el cual posee dispositivos, denominados inductores, en la vía y en la parte inferior del tren. Cada inductor posee un imán y un electroimán, este último cancela el efecto del magnetismo permanente entre ambos dispositivos. 
Cuando el tren atraviesa un inductor del sistema AWS, se produce en la cabina del mismo una alarma visual y sonora. Sí la próxima señal le indica vía libre al tren, el indicador visual del AWS en la cabina de conducción mostrará el color negro y se producirá una campanada. Sí la próxima señal indica "precaución", el sistema AWS hará sonar una alarma continuamente hasta que el conductor presione un botón para reconocer la indicación. El sistema AWS también hará sonar una alarma de "amonestación" al conductor, al acercarse a un indicador de velocidad máxima. Cuando se reconoce la alarma, el indicador visual cambia a un color de rayos negros y amarillos, que persiste hasta atravesar el próximo inductor del AWS, en donde se señala al conductor que ha cancelado el sistema AWS y tiene la completa responsabilidad del manejo del tren, y si el botón no se presionase en un lapso de 3 segundos, se aplicarían los frenos de emergencia, produciéndose la completa detención del tren.

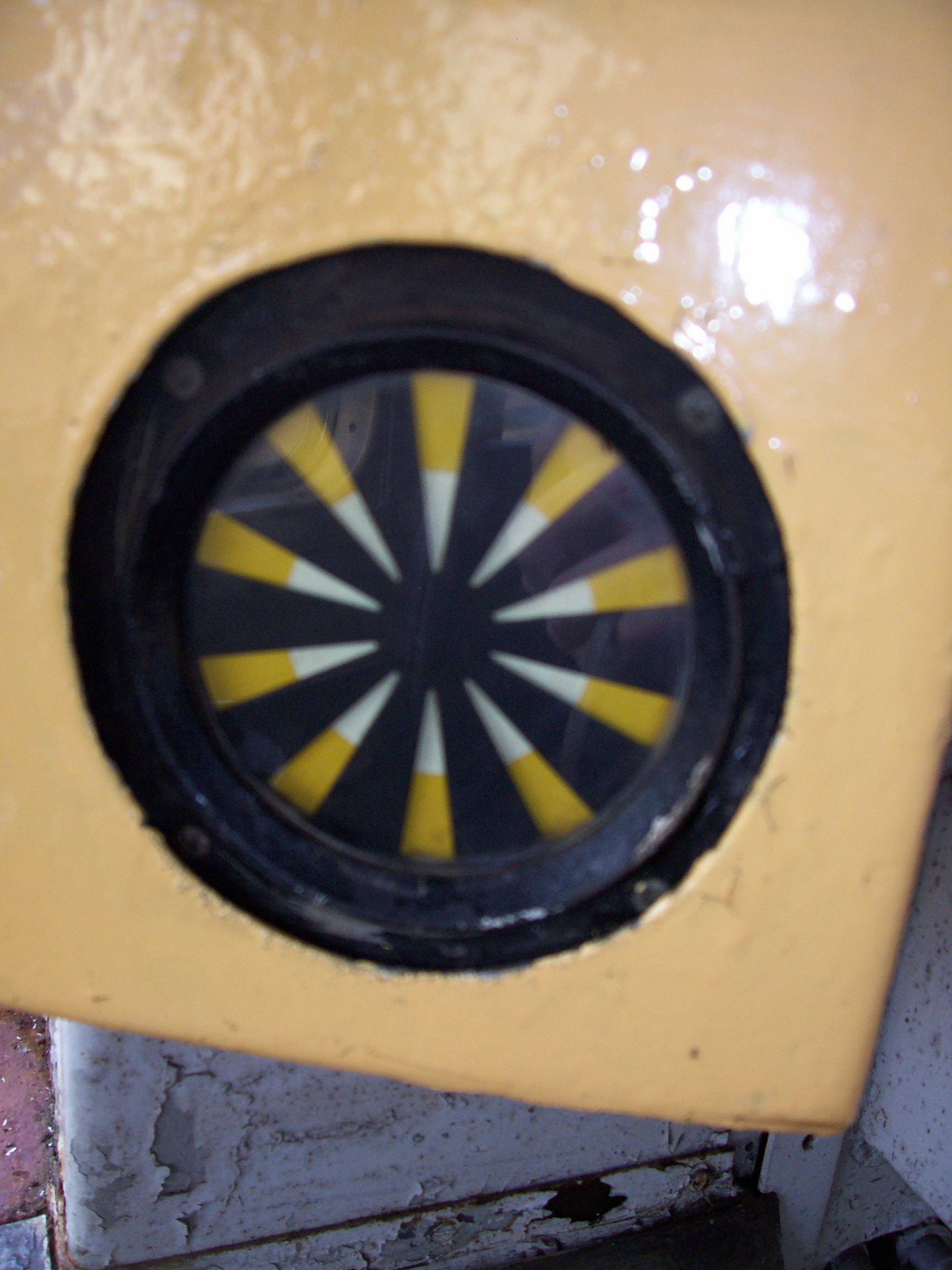
Indicador visual, "Sunflower", ubicado en la cabina de conducción de un tren inglés.

## Componentes
El sistema AWS utilizado en los ferrocarriles británicos se compone de los siguientes elementos:
- Un imán en el centro de la vía, aproximadamente ubicado 180 m antes de una señal o indicador de velocidad máxima.
- Un electroimán en el centro de la vía, el cual se encuentra junto al imán pero posee polaridad opuesta a éste.
- Un indicador visual, de forma circular y de color amarillo y negro, en inglés denominado "AWS Sunflower".
- Un dispositivo que lo conecte con los frenos del tren.
- Un botón en la cabina de conducción de reconocimiento del AWS.
- Un panel de control del sistema AWS.